# 차이타우꾸에
차이타우꾸에(민난어: chhài-thâu-koé, 중국어 간체자: 菜头粿, 정체자: 菜頭粿, 병음: cài tóu guŏ 차이터우궈[*], 한자음: 채두과)는 무를 넣어 만든 떡인 로박고우를 깍둑썬 다음 달걀, 채소 등과 함께 기름에 볶아 만든 음식이다.
동남아시아 지역에서도 길거리 음식으로 즐겨 먹으며, 말레이시아·인도네시아에서는 차이타우쿠에(말레이어·인도네시아어: chai tau kueh, 영어: chai tow kway 차이 타우 퀘이[*])로, 싱가포르에서는 캐럿 케이크(영어: carrot cake)로, 태국에서는 카놈 팍깟(태국어: ขนมผักกาด)으로 불린다.

## 같이 보기
- 로박고우